# Vaso reto descendente
Em anatomia, o vaso reto descendente ou vasa recta descendente é uma artéria do tecido renal, originada das arteríolas eferentes, artéria arqueadas e artéria interlobares. São assim denominados porque seguem uma trajetória retilínea e descendente, do córtex até as porções mais profundas da medula renal.